# أزمة رهائن القنصلية الإندونيسية 1975

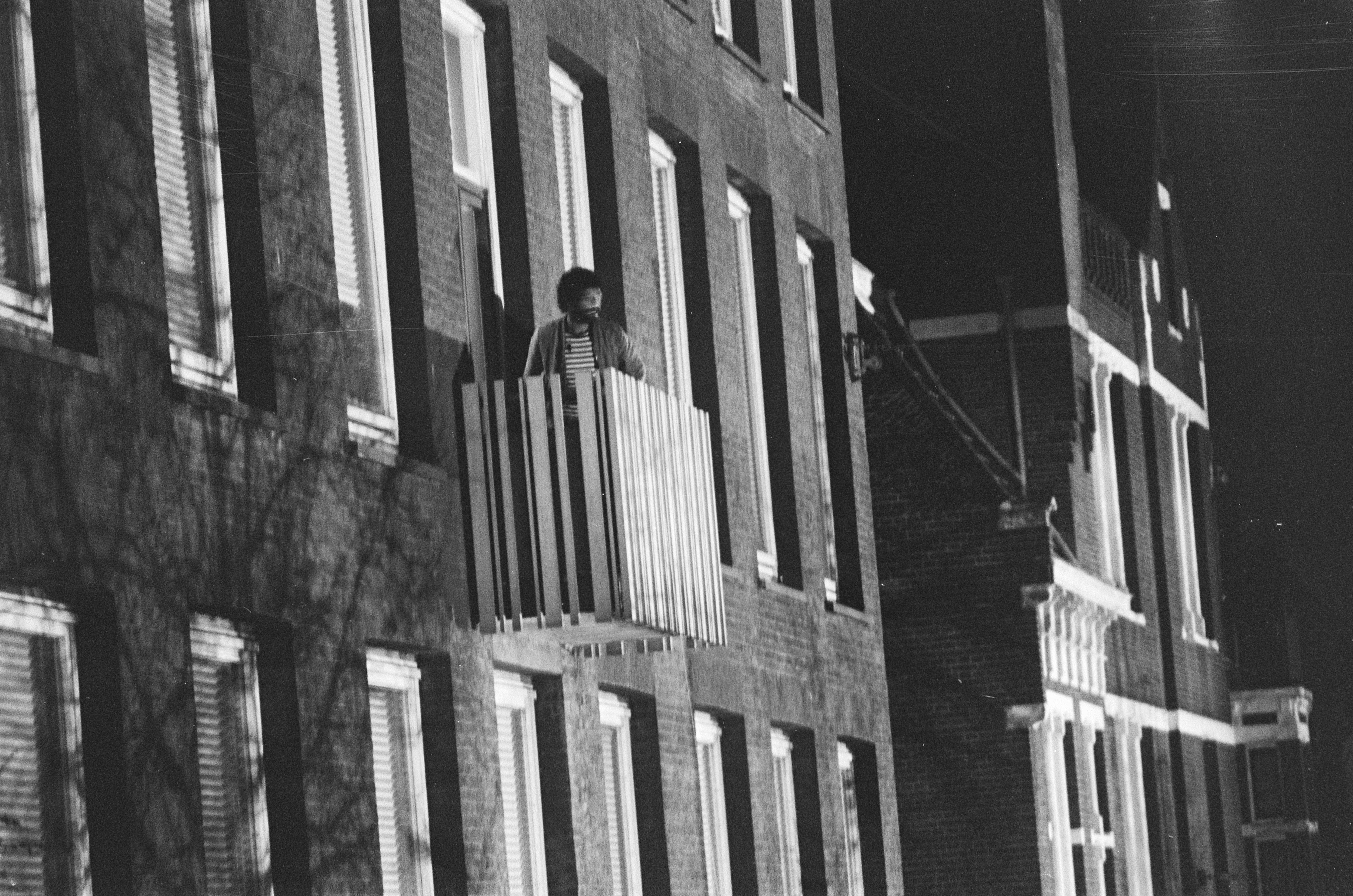
احتجاز الرهائن في شرفة القنصلية

أزمة رهائن القنصلية الإندونيسية في 4 ديسمبر 1975م داهم سبعة مسلحين ملوكيين القنصلية الإندونيسية في أمستردام لدعم اختطاف قطار بالقرب من قرية ويستر التي بدأت قبل يومين. بعد أخذ 41 رهينة بينهم 16 طفلا، انتقل المسلحيين إلى القنصلية الإندونيسية في أمستردام واتجهوا نحو الطابق العلوي. خرج العديد من موظفي القنصلية من القنصلية عبر الحبال. حاول أحدهم القفز على الأرض لكنه سقط 30 قدمًا وتوفي بعد خمسة أيام من إصاباته في المستشفى.
عند هذه النقطة كان حوالي 60 شخصًا محتجزين كرهائن داخل القنصلية. قدم المسلحون مطالبهم لمجموعة من الشرطة والقوات الخاصة. طلبوا إطلاق سراح العديد من السجناء السياسيين في جنوب مولوكان، وبدء محادثات بين زعيم مولوكان والرئيس الإندونيسي سوهارتو. رفض المفاوضون الهولنديون جميع المطالب، حتى بعد إطلاق سراح اثني عشر من الأطفال، وأصروا على أنهم لن يتفاوضوا حتى يتم إطلاق سراح جميع الأطفال. جمع المتمردون الأطفال على شرفة في الطابق الثالث وهددوا بدفعهم بعيداً عن حافة الهاوية إذا لم يتم تلبية مطالبهم. ثم اختاروا عدم دفع أي طفل على الحافة.
انتهت الأزمة في 19 ديسمبر عندما استسلم خاطفو الرهائن بعد أن أعطوا وعودًا غامضة بعقد اجتماعات مع السلطات الهولندية والإندونيسية للتحدث عن قضيتهم. وأدين الخاطفون فيما بعد وحكم عليهم بالسجن سبع سنوات.